# Anet (mitologia grega)
Anet (en grec antic,  Ἄνηθος Ánēthos, literalment «anet») en la mitologia grega i romana, és un bell jove que va experimentar una transformació en condicions poc clares i que es va convertir en una petita planta amb flors que porta el seu nom, l'anet. Ell i la seva història només es troben a Servi Maure Honorat, un gramàtic llatí que va viure als segles IV i V dC.

## Etimologia
La paraula grega antiga per a anet (anethum graveolens) és ἄνηθον (ánēthon), un substantiu neutre. També es va escriure ἄννηθον (ánnēthon), ἄνητον ( ánēton) i ἄννητον (ánnēton). Segons Robert Beekes, probablement és d'origen pregrec, com totes les paraules acabades en un sufix -thos/-thon.

## Mitologia
La història de la petita transformació d'Anet en la planta d'anet només es troba en Servi, qui escriu que Anet, igual que Mecó (rosella) i Narcís (narcís), pertanyia a la classe dels bells joves que es van transformar en les plantes que portaven els seus noms. A més d'aquesta breu menció, s'ha perdut la història completa d'Anet, la seva família, el seu lloc de naixement, la deïtat responsable i el context de la seva transformació. A l'antiga Grècia, l'anet era vist per molts metges com una herba adequada per utilitzar-se en cures i remeis, especialment per a l'epilèpsia.